# تسويوشي كانيكو
تسويوشي كانيكو (باليابانية: 金子 剛) (8 أبريل 1983 في أوتسونوميا في اليابان – )؛ هو لاعب كرة قدم ياباني سابق كان يلعب كمهاجم.

## وصلات خارجية
- تسويوشي كانيكو على موقع رابطة كرة القدم اليابانية للمحترفين (اليابانية)